# Конча-Заспа
Ко́нча-За́спа — історична місцевість на південній околиці Голосіївського району Києва (і частково в Обухівському районі Київської області). Охоплює колишнє село Віта-Литовська, селище Козин, село Плюти, хутір Мриги, дачну та лісопаркову місцевість уздовж правого берега Дніпра.

## Історія
Назва «Конча-Заспа» вживається з початку 20 ст. У ній поєдналися назви урочища Конча (вперше згадане 1799) і хутора Заспа (вперше згаданий 1800). Існують також однойменні озера.
Обидві складові назви походять від місцевих діалектних слів: заспа — пересипані мулом або піском озеро, рукав річки, струмок; конча — їхня кінцева частина, край (пов'язана, імовірно, з численними затоками Дніпра та іншими водоймами, розташованими в Конча-3аспі).
За народною етимологією, назва місцевості походить від польського війська, яке нібито залягло тут на привал і поснуло, а потім вартові гучно вигукували при наближенні супротивника: «Кінчай спати!».
Вперше ця місцевість згадується як Конча або Глушець у XVI столітті, а в 1607 році озеро та урочище Заспа фігурують як володіння Видубицького монастиря. У 1772 році Конча зафіксована як урочище в Трипільському бору (від розташованого неподалік с. Трипілля). У XIX столітті фігурують хутір та озеро в урочищі Заспа, що належали Софіївському монастирю (в 1919 році озеро Заспа націоналізовано).
У дорадянські часи ці землі належали Видубицькому і Введенському монастирям, частково — російській царській родині.
Протягом 1921–1932 директором заповідника «Конча-Заспа» був Микола Шарлемань.
У 1930—1937 роках Конча-Заспа — у складі Київської приміської смуги. В межах Києва — від 1957 року.
У травні 2023 року в межах кампанії деколонізації, спричиненої широкомасштабним російським вторгненням в Україну, колишня вулиця Генерала Матикіна у Голосіївському районі Києва отримала нову назву — Конча-Заспинська..

## Рекреація
На території Конча-Заспи розташовані санаторії «Конча-Заспа», «Жовтень», «Пролісок», спортивна база футбольного клубу «Динамо» (Київ), державні дачі колишніх урядовців, державних діячів, першого та другого президентів України.
Є екологічно чистою зоною завдяки рясним лісовим насадженням.

## Єдина вулиця
У Конча-Заспі наразі наявна єдина вулиця — Конча-Заспинська.
У Конча-Заспі та навколо селища Козин побудовані елітні котеджні містечка.

## Галерея

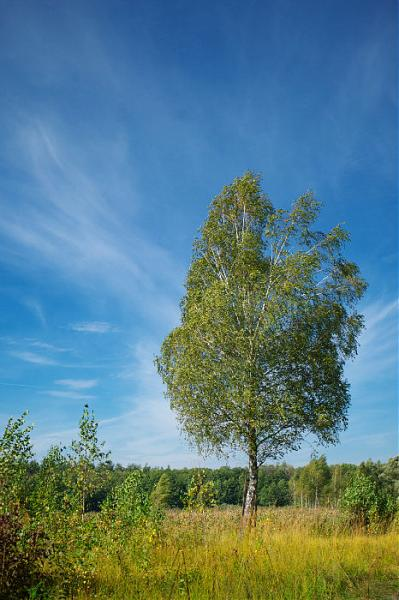
Конча-Заспа
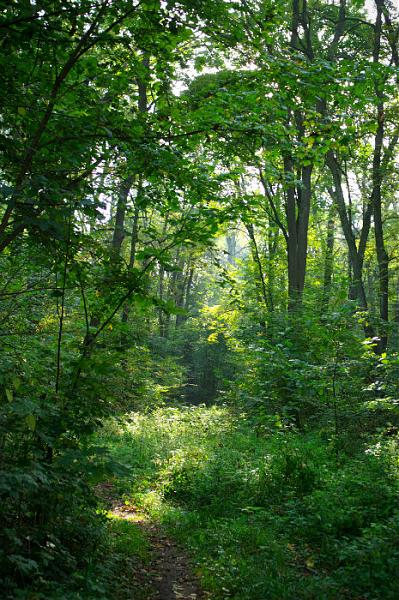
Ліс Конча-Заспа